# Edgeworthia
Edgeworthia es un género con ocho especies de plantas fanerógamas perteneciente a la familia Thymelaeaceae.

## Especies seleccionadas
- Edgeworthia albiflora
- Edgeworthia buxifolia
- Edgeworthia chrysantha
- Edgeworthia gardneri